# Podgorenski
Podgorenski (russisch Подго́ренский) ist eine Siedlung städtischen Typs in der Oblast Woronesch in Russland mit 6136 Einwohnern (Stand 14. Oktober 2010).

## Geographie
Der Ort liegt gut 140 km Luftlinie südsüdöstlich des Oblastverwaltungszentrums Woronesch. Er befindet sich an der Suchaja Rossosch, einem linken Zufluss des rechten Don-Nebenflusses Tschornaja Kalitwa (Schwarze Kalitwa).
Podgorenski ist Verwaltungszentrum des Rajons Podgorenski sowie Sitz der Stadtgemeinde Podgorenskoje gorodskoje posselenije, zu der außerdem die westlich bis nordwestlich anschließende Sloboda Podgornoje sowie die Weiler Golubin (2 km südöstlich), Lugowoi (2 km südwestlich) und Schtschedrin (7 km nördlich) gehören.

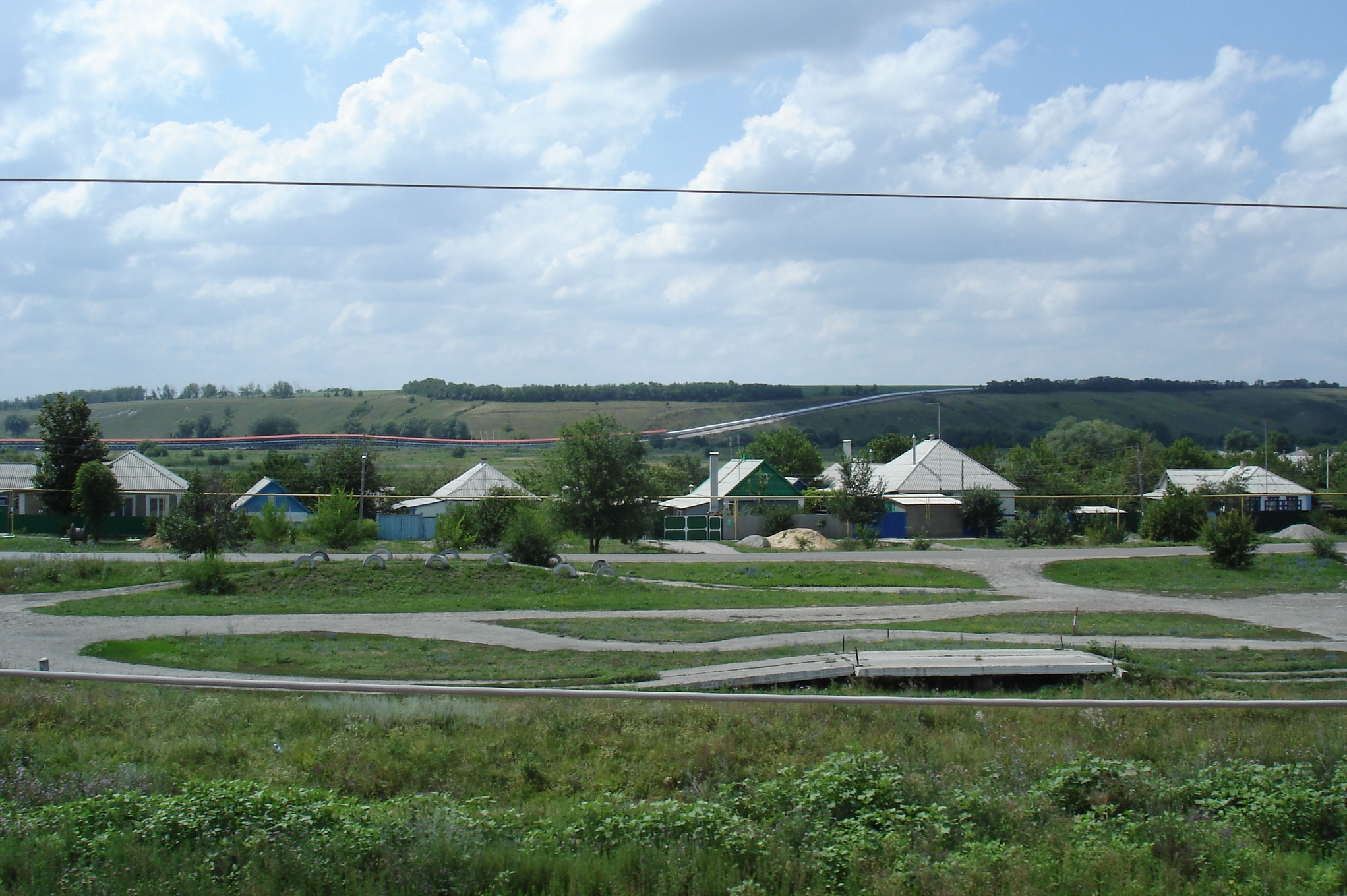
Teilansicht der Siedlung
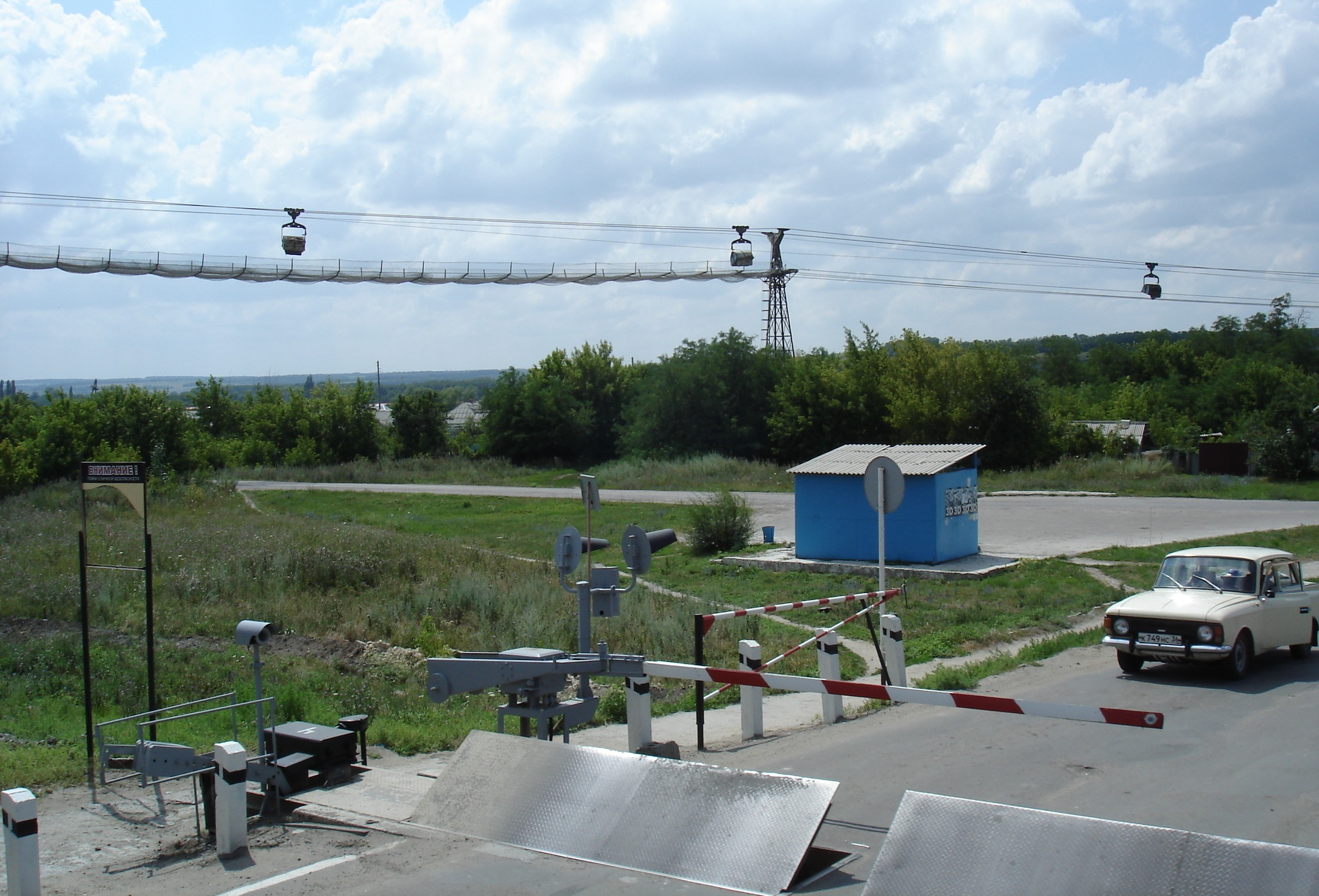
Rohstoffseilbahn zur Zementfabrik
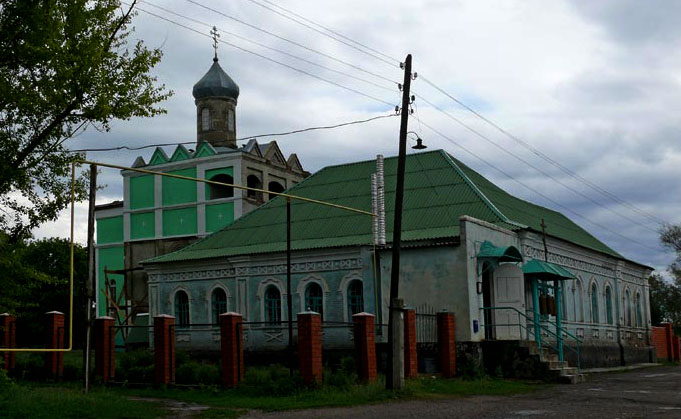
Kirche im alten Gemeindeteil Sloboda Podgornoje
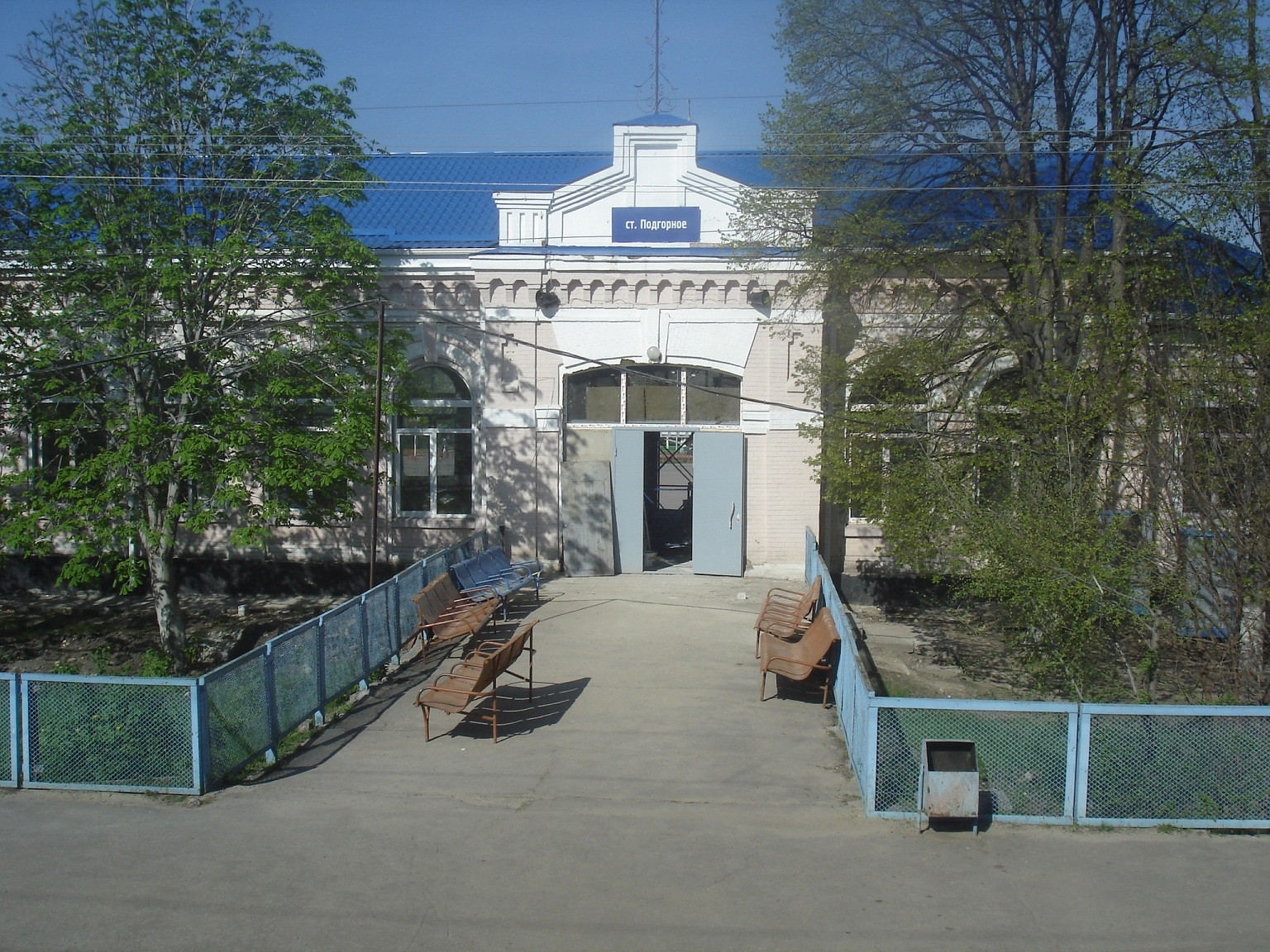
Bahnhof Podgornoje

## Geschichte
Der Ort geht auf die Sloboda Podgornaja zurück, die um die Wende zum 18. Jahrhundert entstand. 1740 wurde dorthin eine größere Zahl leibeigener Bauern umgesiedelt, was zu einem wirtschaftlichen Aufschwung führte. In den 1850er-Jahren wurde der Ort Sitz einer Wolost des Ujesds Ostrogoschsk des Gouvernements Woronesch.
Am 1. Juli 1928 wurde die mittlerweile als Podgornoje bezeichnete Ortschaft Verwaltungssitz eines neu geschaffenen, nach ihr benannten Rajons. Im Zweiten Weltkrieg war der Ort vom 7. Juli 1942 bis 17. Januar 1943 von der deutschen Wehrmacht okkupiert.
Nach dem Krieg wurde auf Basis von westlich des Ortes gelegenen Kalksteinvorkommen eine große Zementfabrik errichtet, bei der eine  Arbeitersiedlung entstand. Diese erhielt am 9. Juni 1958 unter dem heutigen Namen den Status einer Siedlung städtischen Typs. Der Rajonverwaltungssitz wurde nach dort verlegt und die ursprüngliche Sloboda der Siedlung unterstellt.

### Bevölkerungsentwicklung
| Jahr | Einwohner |
| ---- | --------- |
| 1897 | 6034      |
| 1939 | 6481      |
| 1959 | 4173      |
| 1970 | 5227      |
| 1979 | 5975      |
| 1989 | 7083      |
| 2002 | 6745      |
| 2010 | 6136      |

Anmerkung: Volkszählungsdaten (1897: Sloboda Podgornaja, 1939: Dorf Podgornoje)

## Verkehr
In Podgorenski befindet sich die Station Podgornoje bei Kilometer 760 der auf diesem Abschnitt 1871 eröffneten und seit 1964 elektrifizierten Eisenbahnstrecke Moskau-Woronesch – Rostow am Don.
Am südlichen Rand der Siedlung führt die von der Grenze der Oblast Belgorod (aus Richtung Belgorod – Nowy Oskol) über Rossosch kommende Regionalstraße 20K-W33-0 (ehemals R185) vorbei, die weiter zur gut 30 km östlich verlaufenden föderalen Fernstraße M4 Don nördlich von Pawlowsk führt. In westlicher Richtung zweigt die Regionalstraße 20K-1-24 zur knapp 20 km entfernten Straße Woronesch – ukrainische Grenze (Richtung Luhansk) ab, nach Norden führt die 20N-W26-0 nach Kamenka.